# Любенець (Куявсько-Поморське воєводство)
Любенець (пол. Lubieniec, нім. Liebrode) — село в Польщі, у гміні Ходеч Влоцлавського повіту Куявсько-Поморського воєводства. Населення — 249 осіб (2011).
У 1975-1998 роках село належало до Влоцлавського воєводства.

## Демографія
Демографічна структура станом на 31 березня 2011 року:
|          | Загалом | Допрацездатний вік | Працездатний вік | Постпрацездатний вік |
| -------- | ------- | ------------------ | ---------------- | -------------------- |
| Чоловіки | 124     | 26                 | 85               | 13                   |
| Жінки    | 125     | 24                 | 74               | 27                   |
| Разом    | 249     | 50                 | 159              | 40                   |